# Clematis antonii
Clematis antonii là một loài thực vật có hoa trong họ Mao lương. Loài này được (Elmer) L.Eichler mô tả khoa học đầu tiên năm 1958.